# Pestalotia thujae
Pestalotia thujae är en svampart som beskrevs av Sawada 1950. Pestalotia thujae ingår i släktet Pestalotia och familjen Amphisphaeriaceae.   Inga underarter finns listade i Catalogue of Life.